# 鈴鏡

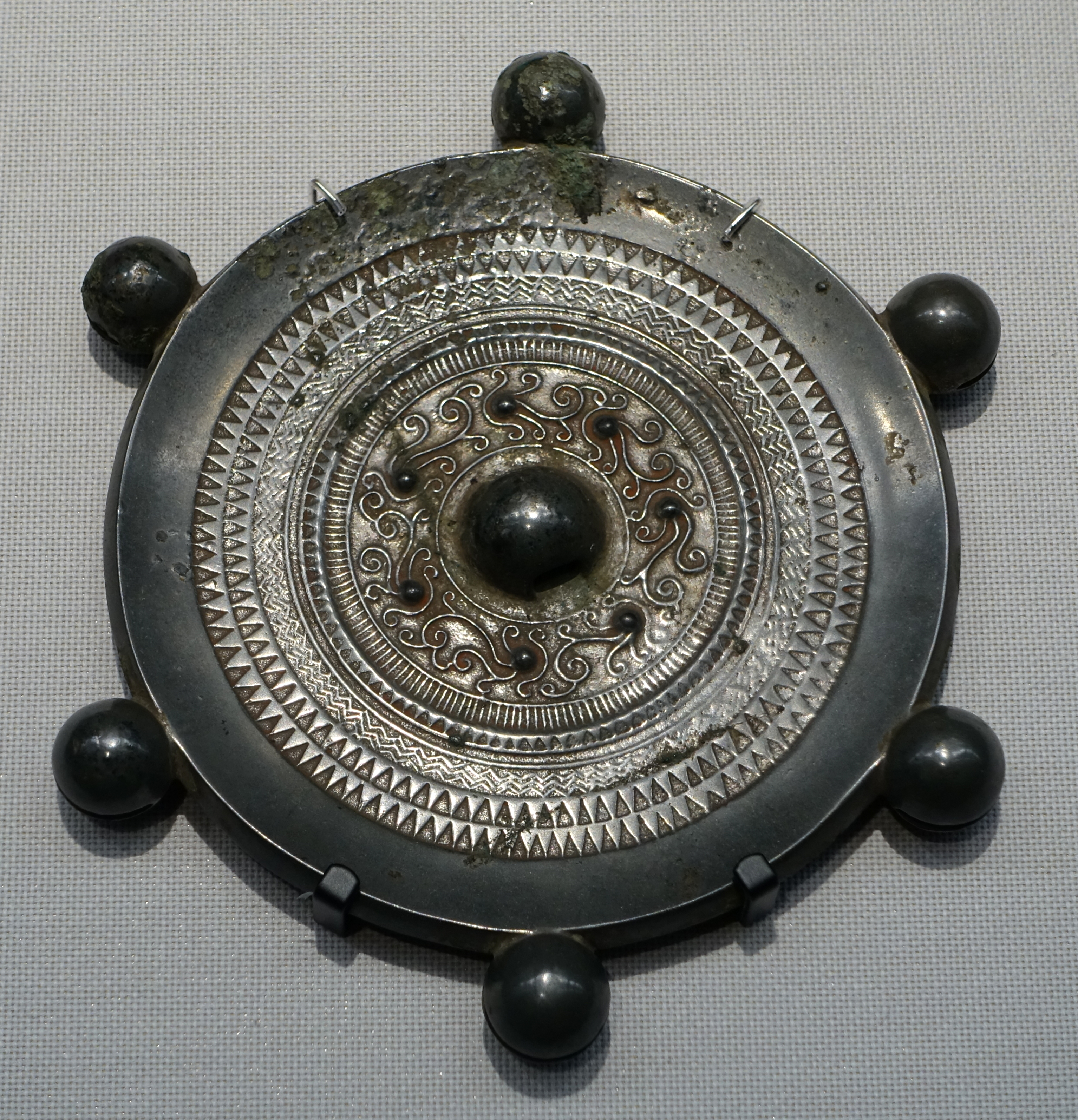
茨城県筑西市・上野古墳出土の六鈴鏡（東京国立博物館所蔵）

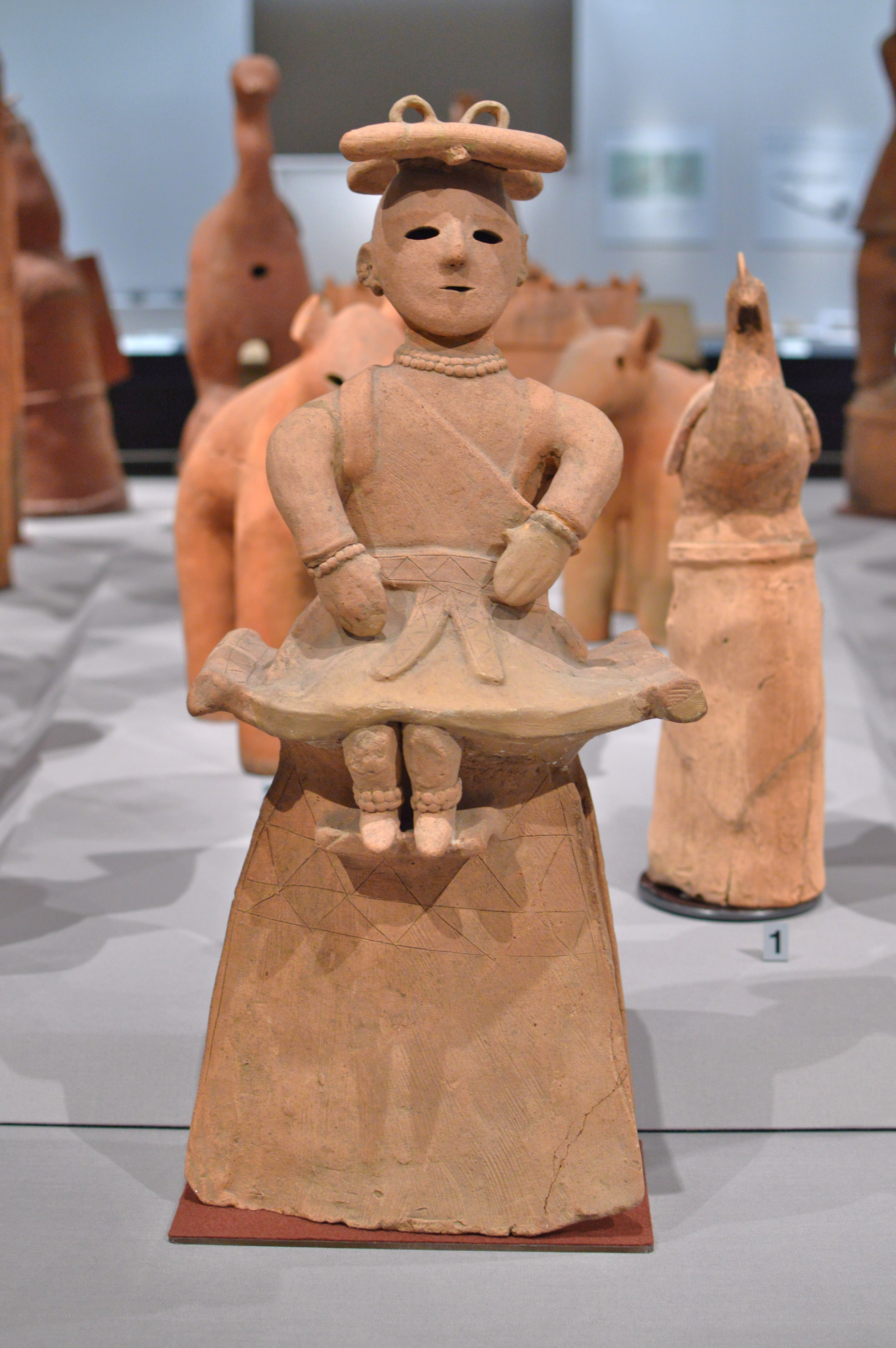
群馬県邑楽郡大泉町出土の埴輪女子倚像「腰かける巫女」（重要文化財・東京国立博物館所蔵）、左後腰に五鈴鏡を付す。

鈴鏡（れいきょう）は、古墳時代後期（5世紀 - 6世紀）に製造・使用された銅鏡の一種。鏡本体の周縁に鈴を付設した、日本独特の仿製鏡である。
鈴の数は3個から10個まであり、四鈴鏡・五鈴鏡・六鈴鏡・七鈴鏡などと呼ぶ。五鈴鏡・六鈴鏡が一番多い（九鈴鏡は存在しない）。鈴の大きさは鏡の面積と対応している。外区は多くが素縁で、鋸歯文・櫛歯文を挟み、内区の施文は多くが硬化した獣形文である。鈴の中には小石などの玉が入っており、振ると音が鳴る。
岩手県から福岡県・宮崎県にわたる広範囲の後期古墳より出土し、関東地方・中部地方に濃密に分布している。群馬県邑楽郡大泉町出土の人物埴輪には、五鈴鏡を腰に帯びて腰掛けた袈裟姿の巫女を表したものがあり、祭具として用いられたことが推測される。

## ギャラリー

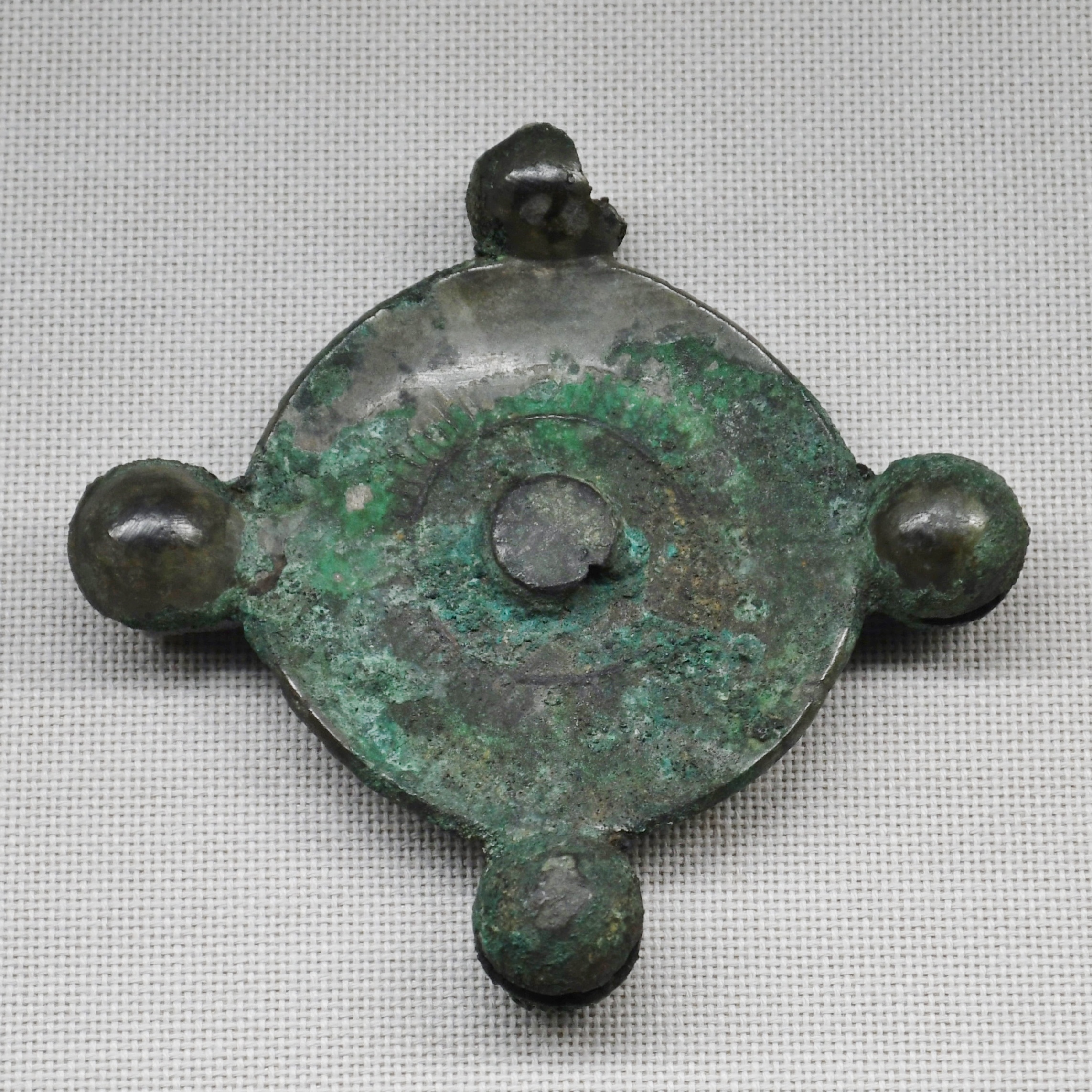
四鈴鏡 牛塚古墳（栃木県宇都宮市）出土。東京国立博物館展示。
五鈴鏡 群馬県昭和村森下出土。東京国立博物館展示。
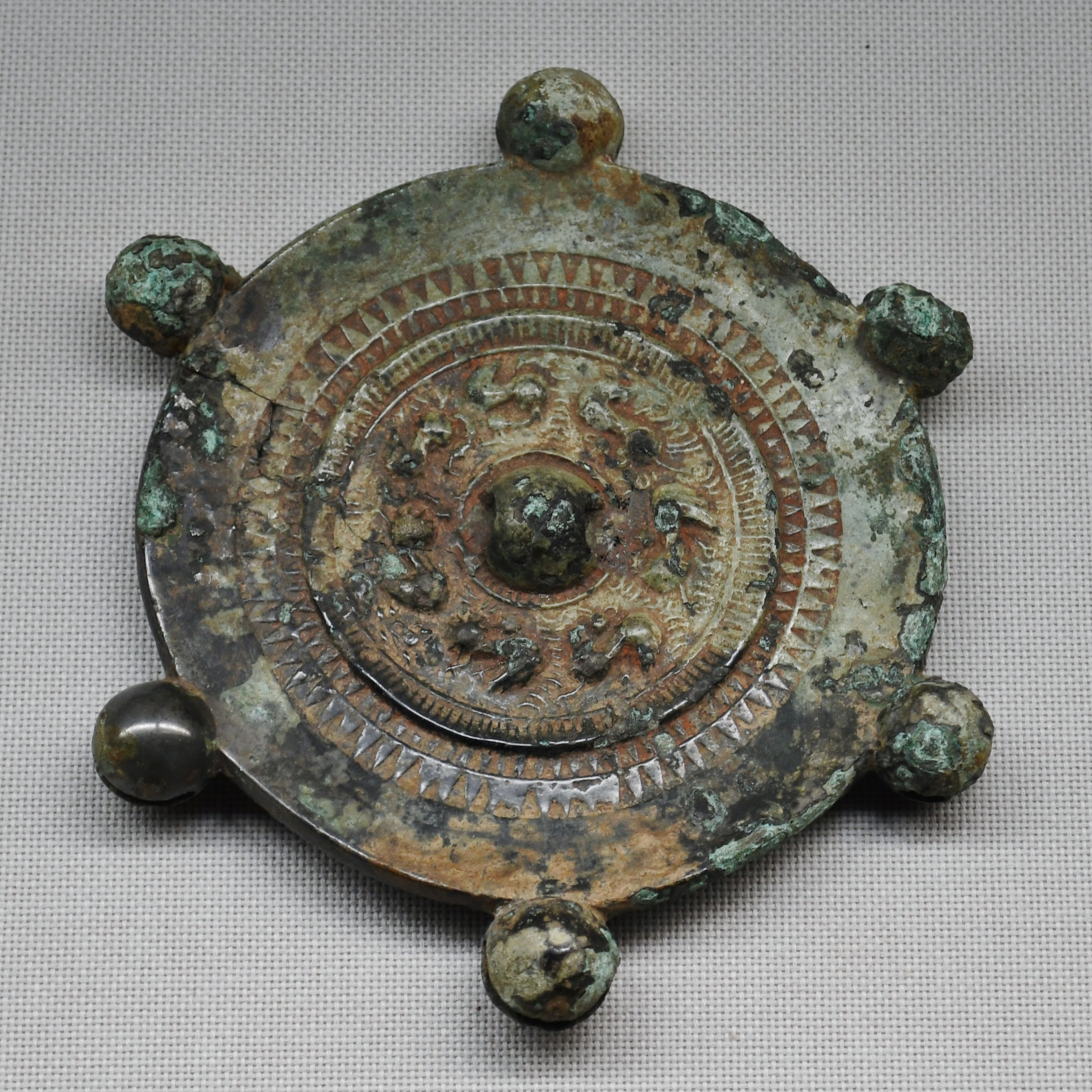
六鈴鏡 台町20号墳（宮城県丸森町）出土。東京国立博物館展示。
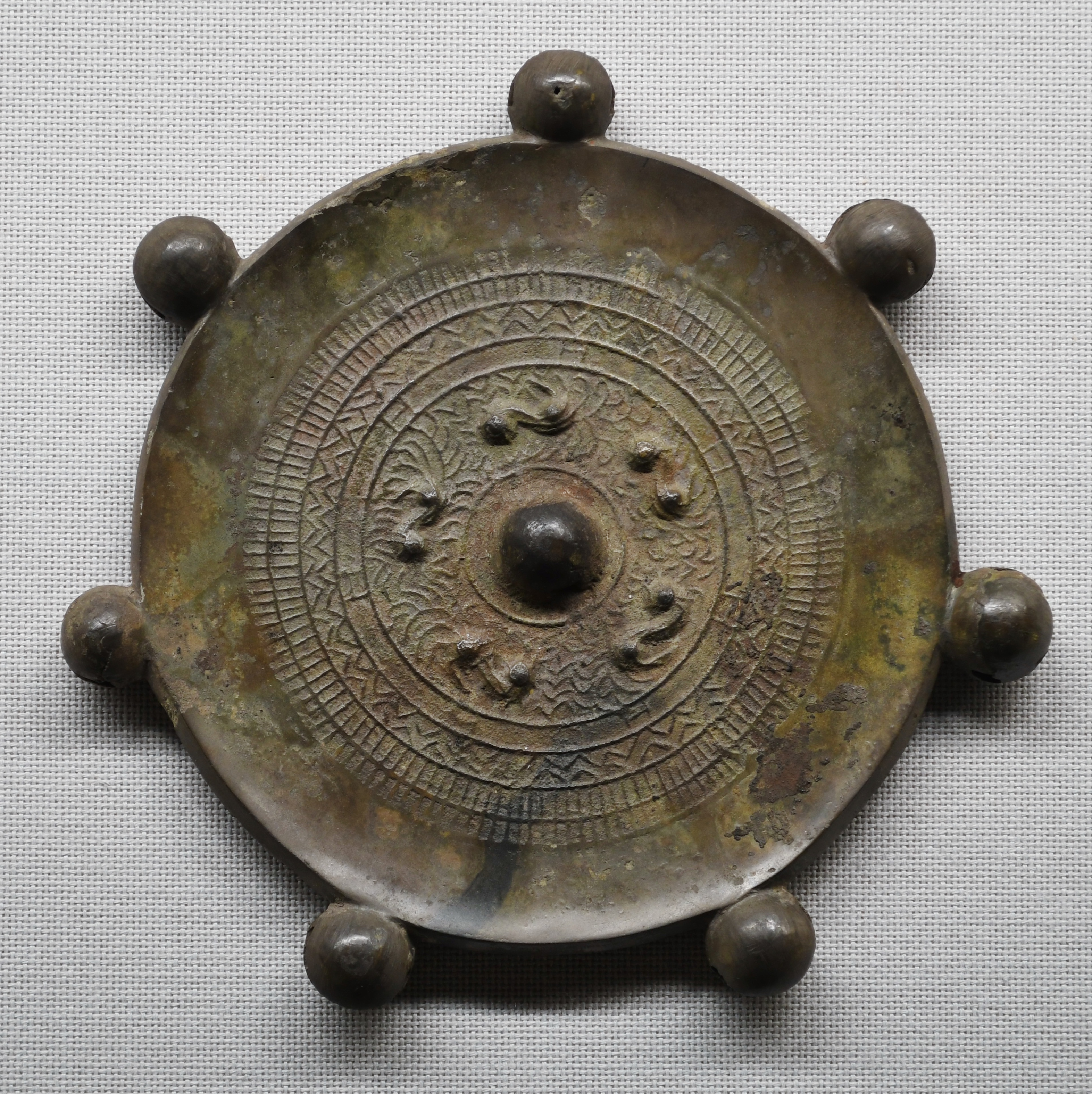
七鈴鏡 三倉堂遺跡（奈良県大和高田市）出土。東京国立博物館展示。
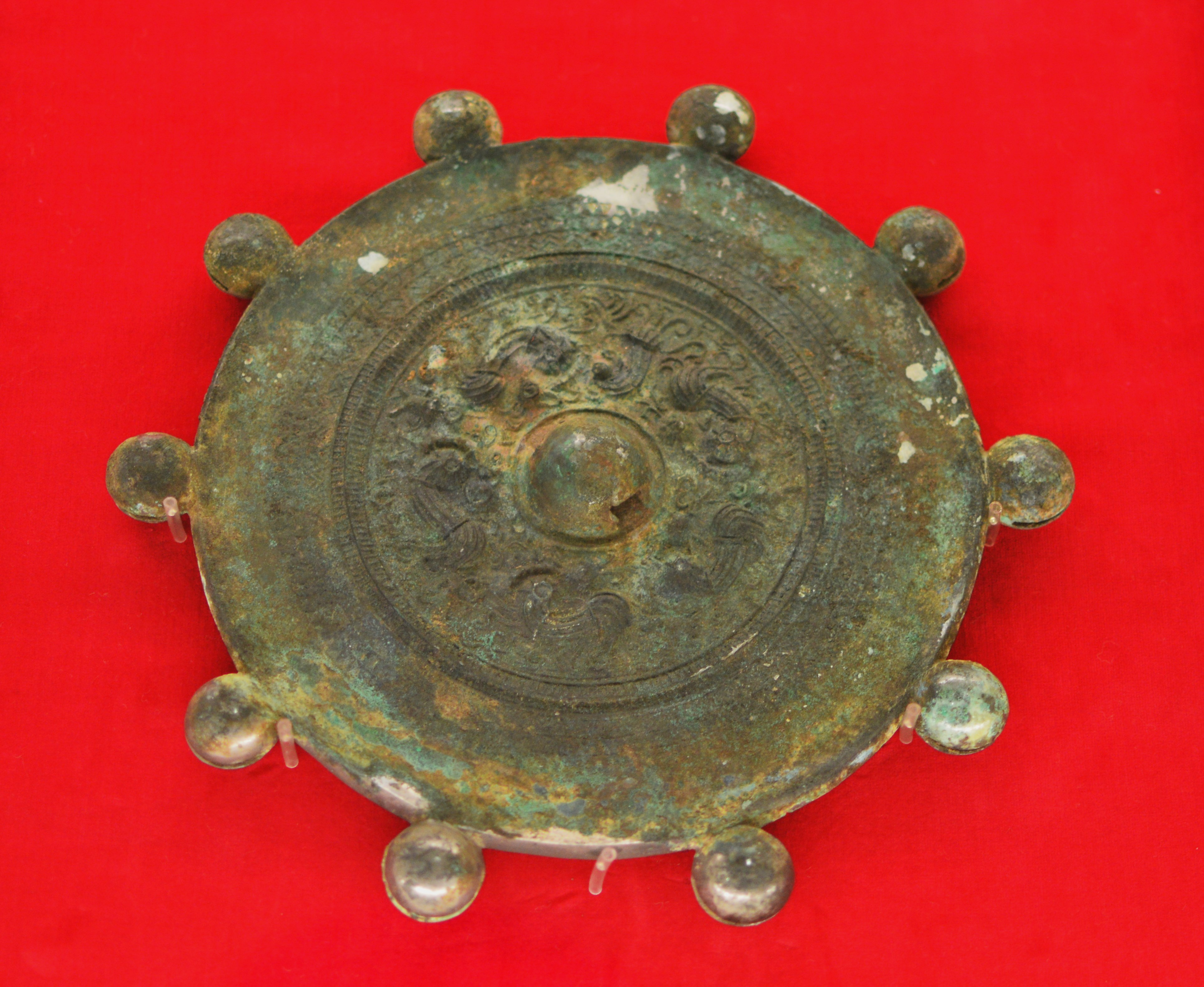
十鈴鏡 伝群馬県玉村町小泉出土。埼玉県立さきたま史跡の博物館展示。